# Stazione di Nettuno
La stazione di Nettuno è la stazione ferroviaria terminale della linea Campoleone-Nettuno. Serve la città di Nettuno.

## Storia
La primitiva stazione di Nettuno venne inaugurata il 24 marzo 1884 sulla linea che la collegava con Albano Laziale ed era ubicata nell'attuale via della Vittoria nei pressi di via Talenti, non distante dal Forte San Gallo e dal litorale della cittadina. 
La forte espansione edilizia che ha caratterizzato nel corso degli anni venti i centri di Anzio e Nettuno veniva però penalizzata dalla presenza della ferrovia a raso lungo il litorale e per tale ragione il 21 giugno 1925 ebbero inizio i lavori per creare una variante della linea più a monte evitando passaggi a livelli e furono anche costruite le nuove stazioni di Anzio e Nettuno. L'inaugurazione della nuova variante avvenne il 18 giugno 1934. Ancora esistente il fabbricato viaggiatori dell'ex-stazione di Nettuno, mentre è stato demolito quello di Anzio.
Con l'inaugurazione della nuova variante alla linea, la vecchia linea venne abbandonata salvo un tratto che venne utilizzato come raccordo verso il porto, che aveva origine dallo scalo merci della nuova stazione di Anzio per poi riallacciarsi alla vecchia linea e portarsi sul molo e rimase in funzione fino al 3 novembre 1975 per essere poi abbandonato e smantellato
La nuova stazione di Nettuno poteva contare su quattro binari principali oltre a diversi tronchini con uno scalo merci ed una piattaforma girevole per le locomotive a vapore e venne concepita di tipo passante anziché di testa, in quanto il progetto, mai realizzato era quello di prolungare la linea verso Terracina; restano ancora i binari passanti che proseguono oltre la stazione di Nettuno per un paio di centinaia di metri prima di arrestarsi.
Il 17 novembre 1939 i due comuni di Anzio e Nettuno vennero riuniti sotto un'unica amministrazione denominata Nettunia e nel 1940 la stazione di Nettuno cambiò denominazione in "Nettunia" per alcuni anni per poi tornare nel 1946 al nome d'origine.
Nel dopoguerra la stazione continuò ad avere una grande importanza sia per il traffico passeggeri sia per il traffico merci. Poi a partire dagli anni sessanta il traffico merci è andato via via scemando: l'unico traffico merci che sopravvisse per alcuni anni furono i convogli con carichi di munizioni per il poligono militare di Nettuno il cui traffico cessò alla fine degli anni novanta.
Oggi la stazione può contare su un buon traffico passeggeri, soprattutto pendolari.

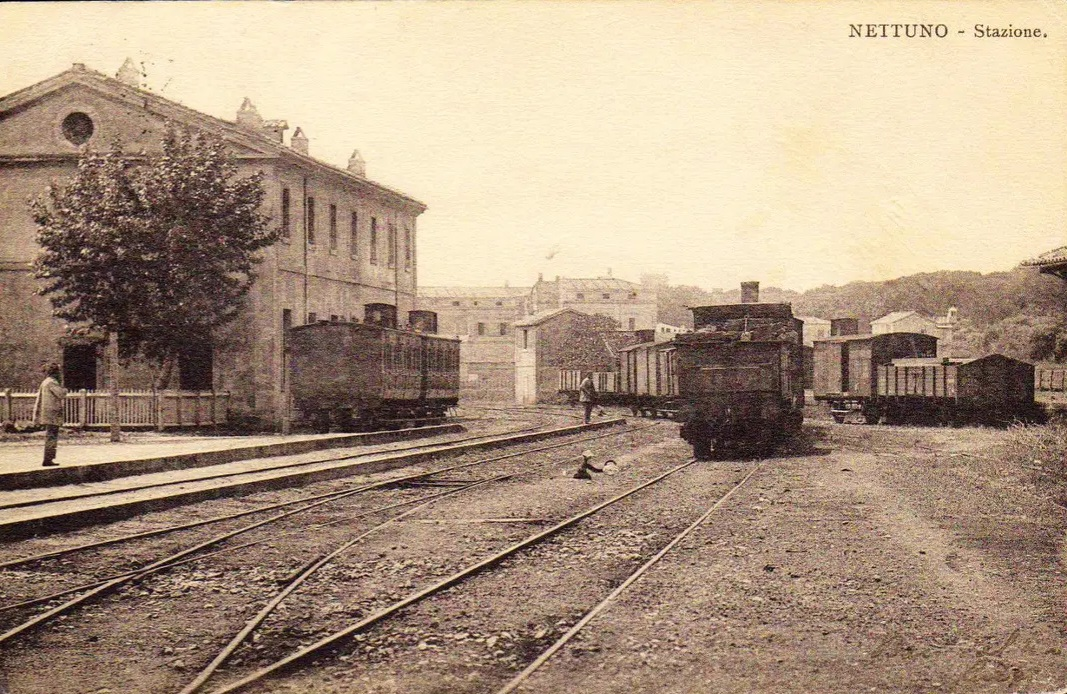
la vecchia stazione di Nettuno

Mappa dei tracciati ferroviari di Anzio e Nettuno

## Strutture e impianti
La stazione possiede quattro binari e un ex scalo merci. La stazione è fornita di biglietteria.

## Movimento
Nettuno è servita unicamente dalla relazione FL8 (Roma Termini-Nettuno), di cui costituisce il capolinea meridionale. Le partenze sono cadenzate a frequenza oraria. Il tempo di percorrenza per raggiungere la capitale varia da un'ora a un'ora e quindici minuti.

## Servizi
La stazione dispone di:
- Biglietteria ed assistenza clienti (orario di apertura: dal lunedì al venerdì dalle ore 05.55 alle ore 20.17).
- Biglietteria automatica
- Bar, tabacchi ed edicola
- Parcheggio auto all'esterno della stazione

## Interscambi
- Presso adiacente via Ennio Visca si trova la fermata delle linee urbane per il territorio di Nettuno ed Anzio, e delle linee extraurbane per Roma, Anagnina (linea A) e Laurentina (linea B); dal 1939 al 1944 sul piazzale della stazione faceva capolinea la filovia per Anzio.